# Теленещки район
Теленещки район е район в централната част на Молдова с административен център град Теленещи.

## География
Населението на Телнещкия район се състои от 74 900 души, а площта му е 848,6 км2.